# Долженков, Сергей Аниканович
Сергей Аниканович Долженков (18 сентября 1912 года — 1985) — капитан Советской Армии, участник Великой Отечественной войны, Герой Советского Союза (1944).

## Биография
Сергей Долженков родился 18 сентября 1912 года в селе Наумовка (ныне — Бугурусланский район Оренбургской области) в крестьянской семье. Окончил среднюю школу. В 1934—1936 годах проходил службу в Рабоче-крестьянской Красной Армии. Работал учителем, окончил курсы командиров запаса. В 1940 году повторно был призван в армию.
С июня 1941 года — на фронтах Великой Отечественной войны. К сентябрю 1943 года капитан Сергей Долженков командовал батальоном 248-го стрелкового полка 31-й стрелковой дивизии 46-й армии Юго-Западного фронта. Отличился во время битвы за Днепр.
В ночь с 26 на 27 сентября 1943 года батальон Долженкова первым в полку переправился через Днепр в районе села Сошиновка Верхнеднепровского района Днепропетровской области Украинской ССР. После получения подкрепления 1 октября он перешёл в наступление и 3 октября освободил железнодорожный разъезд Воскобойня Криничанского района, перерезав тем самым важную вражескую коммуникацию.
Указом Президиума Верховного Совета СССР от 22 февраля 1944 года капитан Сергей Долженков был удостоен высокого звания Героя Советского Союза с вручением ордена Ленина и медали «Золотая Звезда».
В 1947 году был уволен в запас. Проживал в Бугуруслане, был заведующим военным отделом Бугурусланского горкома ВКП(б)/КПСС.
Умер в начале 1985 года.